# سیارک ۱۱۷۸۶
سیارک ۱۱۷۸۶ (به انگلیسی: 11786 Bakhchivandji، نامگذاری:1977QW) یازده هزار و هفتصد و هشتاد و ششمین سیارک کشف شده‌است که در ۱۹ اوت ۱۹۷۷ کشف شد.